# Luis Cassiani
Luis Cassiani (Barranquilla, Atlántico, Colombia; 22 de junio de 1980) es un futbolista colombiano. Juega de delantero.

## Clubes
| Club                 | País      | Año         |
| -------------------- | --------- | ----------- |
| Junior               | Colombia  | 2003 - 2005 |
| Real Cartagena       | Colombia  | 2006        |
| Unión Magdalena      | Colombia  | 2007        |
| Atlético Huila       | Colombia  | 2008        |
| Atlético Bucaramanga | Colombia  | 2009        |
| Unión Magdalena      | Colombia  | 2010        |
| Atlético Bucaramanga | Colombia  | 2011        |
| Zulia F.C.           | Venezuela | 2012 - 2013 |